# 投子大同
投子大同（819年—914年），唐朝青原系禪師，俗姓刘，敕封慈濟大師，舒州怀宁人。幼年即在洛陽保唐滿禪師處出家。初專攻华严经，頗有所得，終歸翠微無學禅师門下，因而悟道。在舒州投子山修道，人稱投子大同禪師。與趙州從諗禪師曾有一段對話，為知名公案。乾化四年（914）圓寂，高壽九十六歲。塔曰眞寂。

## 師承
- 翠微無學

## 主要著作
《投子大同禪師語錄》

## 外部連結
- 投子大同禪師語錄 （页面存档备份，存于）
- 禪門公案 投子卜牛 （页面存档备份，存于）
- 禅风高峻 桐城投子寺  （页面存档备份，存于）

1. ↑  董群. . 董群. 2016-03-29  [2021-11-08]. （原始内容存档于2021-11-09） （中文）. 投子大同禅师（（819～914）
2. ↑  .   [2021-11-08]. （原始内容存档于2021-11-08）.